# Vattetot-sous-Beaumont
Vattetot-sous-Beaumont är en kommun i departementet Seine-Maritime i regionen Normandie i norra Frankrike. Kommunen ligger i kantonen Goderville som tillhör arrondissementet Le Havre. År 2022 hade Vattetot-sous-Beaumont 583 invånare.

## Befolkningsutveckling
Antalet invånare i kommunen Vattetot-sous-Beaumont
| Referens: INSEE |